# Facundo Machaín
Facundo Machaín Recalde (Asunción, 26 novembre 1845 – Asunción, 29 ottobre 1877) è stato un politico paraguaiano.
Fu presidente provvisorio del Paraguay, per meno di 24 ore, tra il 31 agosto e il 1º settembre 1870.
Eletto deputato alla Convenzione nazionale costituente, che avrebbe dovuto redigere una nuova costituzione per il Paraguay dopo la sconfitta nella guerra della Triplice Alleanza, Machaín fu eletto presidente provvisorio in sostituzione di Cirilo Antonio Rivarola il 31 agosto 1870. La sua elezione non fu però gradita, e nel giro di ventiquattr'ore Rivarola rovesciò Machaín con l'aiuto delle truppe d'occupazione alleate, comandate dal brasiliano José Auto da Silva Guimarães, barone di Jaguarão, e riassunse la guida dello Stato.
Machaín, assieme a Juan José de Jara, Silvano Godoy, Salvador Zovellando e Miguel Palacios, costituì comunque la Commissione che redasse e presentò alla Convenzione il progetto della nuova Costituzione. Il testo, ispirato alle costituzioni degli Stati Uniti d'America e dell'Argentina, prevedeva un'ampia serie di garanzie liberali per i cittadini. Dal punto di vista istituzionale, la Costituzione del 1870 stabiliva un ordinamento presidenziale e unitario, con un Congresso Nazionale (parlamento) diviso in due rami, Camera dei deputati e Senato.
Conclusa la stagione costituente, Machaín ricoprì alti incarichi per il governo paraguaiano, e il 3 febbraio 1876 sottoscrisse il trattato di pace con l'Argentina, ponendo fine a sette anni di occupazione militare alleata.
FNel corso della repressione ordinata dal vicepresidente Higinio Uriarte in seguito all'assassinio del presidente Juan Bautista Gill, avvenuto il 12 aprile 1877, Machaín decise di assumere la difesa degli accusati del delitto. Per questo motivo finì a sua volta imprigionato. Fu ucciso nella sua cella dalle guardie che lo avevano in custodia.